# Skenea
Skenea là một chi ốc biển, là động vật thân mềm chân bụng sống ở biển trong họ Skeneidae.

## Các loài
Các loài trong chi Skenea gồm có:
- Skenea areolata (Sars, 1878)[3]
- Skenea basistriata (Jeffreys, 1877)[4]
- Skenea catenoides (Monterosato, 1877)[5]
- Skenea diaphana (A. E. Verrill, 1884)[6]
- Skenea divae Carrozza & van Aartsen, 2001[7]
- Skenea ferruginea Warén, 1991[8]
- Skenea larseni Warén, 1993[9]
- Skenea nilarum Engl, 1996[10]
- Skenea olgae Segers, Swinnen & De Prins, 2009[11]
- Skenea ossiansarsi Warén, 1991[12]
- Skenea pelagia Nofroni & Valenti, 1987[13]
- Skenea peterseni (Friele, 1877)[14]
- Skenea polita Warén, 1993[15]
- Skenea ponsonbyi (Dautzenberg & H. Fischer, 1897)[16]
- Skenea profunda Friele, 1879[17]
- Skenea rugulosa (Sars, 1878)[18]
- Skenea serpuloides (Montagu, 1808)[19]
- Skenea trochoides (Friele, 1876)[20]
- Skenea turgida (Odhner, 1912)[21]
- Skenea valvatoides (Jeffreys, 1883)[22]
- Skenea victori Segers, Swinnen & De Prins, 2009[23]

Species brought into synonymy
- Skenea bujnitzkii (Gorbunov, 1946): synonym of Lissospira bujnitzkii (Gorbunov, 1946)
- Skenea cutleriana Clark, 1849: synonym of Dikoleps cutleriana (Clark, 1848)
- Skenea laevigata Jeffreys, 1876: synonym of Skenea trochoides (Friele, 1876)
- Skenea nitens (Philippi, 1844): synonym of Dikoleps pusilla (Jeffreys, 1847)